# Cyathea papuana
Cyathea papuana är en ormbunkeart som först beskrevs av Henry Nicholas Ridley, och fick sitt nu gällande namn av Cornelis Rugier Willem Karel van Alderwerelt van Rosenburgh. Cyathea papuana ingår i släktet Cyathea och familjen Cyatheaceae. Inga underarter finns listade.